# Schwarzenbach, Labot
Schwarzenbach je naselje v Občini Labot v Okraju Volšperk na Koroškem v Avstriji.